# Вест Вајоминг (Пенсилванија)
Вест Вајоминг (енгл. West Wyoming) град је у америчкој савезној држави Пенсилванија.

## Демографија
По попису из 2010. године број становника је 2.725, што је 108 (-3,8%) становника мање него 2000. године.
| Група             | 2000.         | 2010.         |
| Белци             | 2.810 (99,2%) | 2.682 (98,4%) |
| Афроамериканци    | 5 (0,2%)      | 9 (0,3%)      |
| Азијати           | 2 (0,1%)      | 4 (0,1%)      |
| Хиспаноамериканци | 7 (0,2%)      | 15 (0,6%)     |
| Укупно            | 2.833         | 2.725         |